# Waldaiskoje
 Waldeiskoje (russisch Валдайское, deutsch Kleszowen-Mühle, 1936–1938 Kleschowen-Mühle, 1938–1945 Wiecken-Mühle) ist ein Ort in der russischen Oblast Kaliningrad. Er gehört zur kommunalen Selbstverwaltungseinheit Munizipalkreis Osjorsk im Rajon Osjorsk.

## Geographische Lage
Waldeiskoje liegt an dem kleinen Fluss Wika (Wiek) acht Kilometer südöstlich der Rajonstadt Osjorsk (Darkehmen/Angerapp) und einen Kilometer südlich von Bagrationowo (Wikischken/Wiecken). Der Ort Kutusowo (Kleszowen/Kleschauen) befindet sich zwei Kilometer südöstlich.

## Geschichte
Seit 1874 gehörte das Mühlengut Kleszowen als Gutsbezirk zum neu gebildeten Amtsbezirk Wi(e)kischken (heute russisch Bagrationowo) im Kreis Darkehmen. Um 1900 wurde der Gutsbezirk in den Amtsbezirk Kleszowen (heute russisch Kutusowo) umgegliedert. Im Jahr 1910 gab es dort 54 Einwohner. Im Jahr 1928 wurde der Gutsbezirk Kleszowen-Mühle an die Landgemeinde Landgemeinde Wikischken angeschlossen. Dort machte der Ort die Namensänderung des benachbarten Kleszowen 1936 in Kleschowen mit. Seit 1938 hieß er entsprechend dem in Wiecken umbenannten Wikischken Wiecken-Mühle.
Im Januar 1945 wurde der Ort von der Roten Armee besetzt. Die neue Polnische Provisorische Regierung ging zunächst davon aus, dass er mit dem gesamten Kreis Darkehmen (Angerapp) unter ihre Verwaltung fallen würde. Im Potsdamer Abkommen (Artikel VI) von August 1945 wurde die neue sowjetisch-polnische Grenze aber unabhängig von den alten Kreisgrenzen anvisiert, wodurch der Ort unter sowjetische Verwaltung kam. Die polnische Umbenennung des Ortes in Kleszczewski Młyn im Februar 1949 wurde (vermutlich) nicht mehr wirksam. Im Juli 1950 erhielt er den russischen Namen Waldaiskoje und wurde dem Dorfsowjet Bagrationowski selski Sowet in Rajon Osjorsk zugeordnet. Von 2008 bis 2014 gehörte Waldaiskoje zur Landgemeinde Gawrilowskoje selskoje posselenije, von 2015 bis 2020 zum Stadtkreis Osjorsk und seither zum Munizipalkreis Osjorsk.

## Kirche
Vor 1945 gehörte der Ort zum evangelischen Kirchspiel Kleszowen.